# Court Tomb von Rossinure Beg

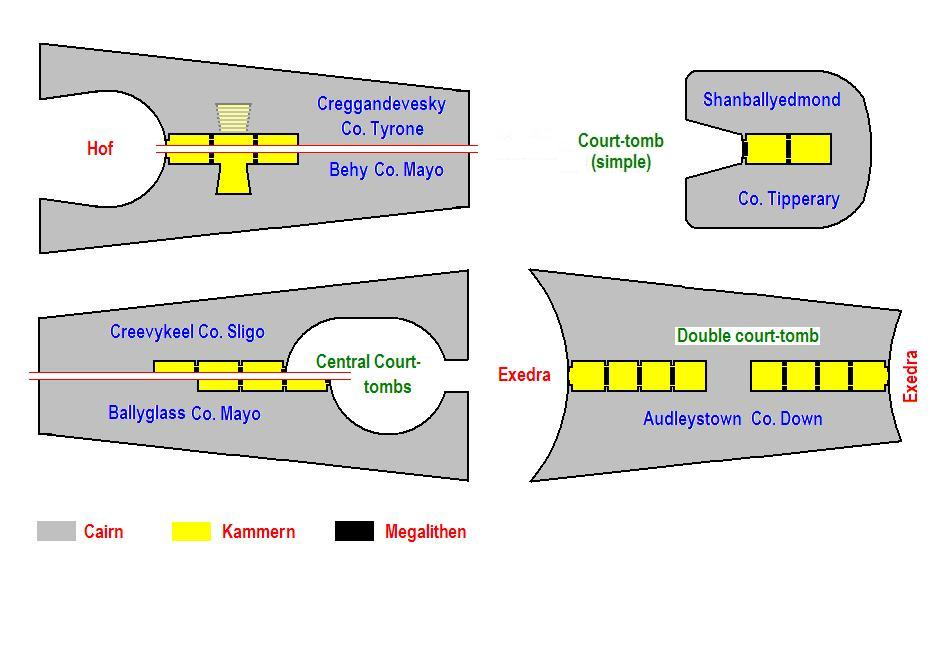
Verschiedene Formen von Court Tombs

Das Court Tomb von Rossinure Beg auf dem Sporn des Hügels Bessy Bell im Townland Rossinure Beg bei Derrygonnelly im County Fermanagh in Nordirland wurde 1940 ausgegraben. Es ist auch als Giant’s Grave bekannt. Bis Anfang des 20. Jahrhunderts wurde als eines der wenigen Court Tombs von Fermanagh von einem runden Cairn von etwa 17,0 m Durchmesser und 7,0 Meter Höhe bedeckt. Court Tombs gehören zu den megalithischen Kammergräbern (englisch chambered tombs) der Insel. Sie werden mit etwa 400 Exemplaren nahezu ausschließlich in Ulster im Norden der Republik Irland beziehungsweise in Nordirland gefunden.
Das Durcheinander von Steinen und großen unregelmäßigen Felsbrocken unter den Weißdornsträuchern hat einen flachen Hof (englisch court) am Nordost-Ende. Drei Steine auf der Südseite des Zugangs (einer davon mit einer Quarzschicht auf der Innenseite) werden durch drei Steine im nördlichen Teil der Exedra ergänzt. Zwischen zweien scheinen Platten des Trockenmauerwerks unbeschädigt zu sein. Eine Reihe niedriger Schwellensteine bildet eine Barriere über die Frontseite des Hofes zwischen den Enden der geraden Arme des Halfcourt.
Die Eintrittssteine zur Galerie sind ungewöhnlich, da einer mit seiner Längsseite zur Exedra und der andere zur Galerie gerichtet ist. Die etwa 8,0 m lange Galerie wird durch große Pfosten in zwei ungleiche Kammern unterteilt. Zwei niedrige Steine sind unterhalb des massiven Endsteins, parallel zu den Wänden aufgestellt. Es sind die Überreste einer Steinkiste, die einen Deckstein besaß. Die Nordwand der hinteren Kammer und eine Platte der Nordwand der vorderen Kammer wurden entfernt. Die Südseite ist intakt. An die Außenseite der Südwand lehnen sich mehrere Platten: vermutlich die Deckenplatten der Galerie. Diese Wand ist in eine moderne Feldmauer eingebaut. Auf der Südseite des Grabes gibt es einige Steinhaufen.